# استیوا
استیوا (به پرتغالی: Estiva) یک منطقهٔ مسکونی در برزیل است که در میناز ژرایس واقع شده‌است. استیوا ۲۴۴ کیلومتر مربع مساحت و ۱۱٬۳۸۶ نفر جمعیت دارد.